# Таможня даёт добро
«Таможня даёт добро» (фр. Rien à déclarer; дословно «Нечего декларировать») — франко-бельгийская кинокомедия 2010 года. Фильм по своему сценарию снял Дани Бун, он и Бенуа Пульворд исполнили главные роли.

## Сюжет
Отец воспитывал бельгийца Рубена Вандеворде (Бенуа Пульворд) в духе квасного патриотизма. Он работает таможенником на французской границе, где из-за его придирок к «лягушатникам» скапливаются километровые пробки. Ночами Вандеворде переносит приграничные столбы на несколько метров вглубь французской территории. Патриот с ужасом ожидает 1 января 1993 года когда по Шенгенскому соглашению, граница откроется, и орды французских захватчиков накроют страну. Своей франкофобией Вандеворде снискал дурную славу у коллег с обеих сторон границы, в то время как французскому таможеннику Матиасу Дюкателю (Дани Бун) необходимо заручиться поддержкой бельгийца. Дюкатель год тайно встречается с сестрой Рубена Луизой (Жули Бернар), которую родственники готовы отдать только за бельгийца, желательно валлоно-фламандца. Матиас добровольно вызывается в напарники Вандеворде в только образованный мобильный отряд франко-бельгийский таможни. Пограничникам на древнем Renault 4 противостоит местный наркодилер Дюваль (Лоран Гамелон). Супружеская чета владельцев приграничного кафе с наступлением 1 января потеряет всю прибыль, а потому решает работать на Дюваля.

## Актёры
| Актёр           | Роль                    |
| --------------- | ----------------------- |
| Бенуа Пульворд  | Рубен Вандеворде        |
| Дани Бун        | Матиас Дюкатель         |
| Жули Бернар     | Луиза Вандеворде        |
| Карин Виар      | Ирен Жанус              |
| Франсуа Дамьен  | Жак Жанус               |
| Лоран Гамелон   | Дюваль                  |
| Були Ланнерс    | Бруно Ванюксем          |
| Бруно Лоше      | Тибурк                  |
| Филипп Маньян   | Мерсье                  |
| Оливье Гурме    | священник               |
| Ги Леклюиз      | Грегори Бриуль          |
| Зинедин Суалем  | Лукас                   |
| Жан-Поль Дермон | отец Рубена Вандерворде |

## Реакция
26 января 2011 года фильм вышел на экраны Бельгии и Нор — Па-де-Кале, а через неделю в остальной Франции. Сборы многократно покрыли бюджет, главным образом за счёт французского проката, где фильм посмотрели более 8 миллионов человек. Критики сравнивали новую постановку Дани Буна с его предыдущим фильмом, крайне успешным «Бобро поржаловать», также высмеивавшем региональную вражду, и были скорее разочарованы. Le Figaro, Le Monde и Libération опубликовали отрицательные рецензии; последняя заметила, что Пульворду «действительно нечего декларировать (заявить)». Впрочем, критики Paris Match, TV Grandes Chaînes и телеканала Télé 7 jours отозвались о фильме положительно.